# Пачентро
Пачентро (итал. Pacentro) је насеље у Италији у округу Л'Аквила, региону Абруцо.
Према процени из 2011. у насељу је живело 1149 становника. Насеље се налази на надморској висини од 688 м.

## Становништво
Према резултатима пописа становништва 2011. у општини је живело 1.211 становника.
| 1931. | 1936. | 1951. | 1961. | 1971. | 1981. | 1991. | 2001. | 2011. |
| ----- | ----- | ----- | ----- | ----- | ----- | ----- | ----- | ----- |
| 4.000 | 3.993 | 3.665 | 2.428 | 1.666 | 1.598 | 1.405 | 1.279 | 1.211 |

## Партнерски градови
- Хамилтон